# Wacław Maciuszonek
Wacław Jan Maciuszonek (ur. 9 czerwca 1958 w Lwówku) – polski samorządowiec, menedżer i inżynier, od 2010 do 2014 burmistrz Żar, w latach 2021–2024 przewodniczący sejmiku lubuskiego.

## Życiorys
Z wykształcenia inżynier mechanik. Przez 9 lat pracował w zakładach produkujących płyty pilśniowe w Krośnie Odrzańskim, przechodząc kolejne szczeble awansu zawodowego. W 1991 wygrał konkurs na dyrektora generalnego Zakładów Płyt Wiórowych w Żarach (od 1995 pod nazwą Kronopol), zajmował to stanowisko przez 14 lat. Później prowadził prywatną działalność gospodarczą wraz z żoną. Został przewodniczącym rady programowej Organizacji Pracodawców Ziemi Lubuskiej, prezesem Łużyckiej Izby Gospodarczej oraz kanclerzem lubuskiego Business Centre Club. Kierował także Zielonogórskim Klubem Sportowym.
Od 1990 przez niepełną kadencję był radnym, a także wiceprzewodniczącym rady i członkiem zarządu miasta Krosno Odrzańskie. Później związał się z Platformą Obywatelską, m.in. kandydował z jej listy do Sejmu w 2015. W 2010 w drugiej turze wygrał wybory na burmistrza Żar z poparciem 51% głosujących (uzyskał też w tym samym roku mandat w sejmiku lubuskim, którego nie objął). W 2014 zajął trzecie miejsce w pierwszej turze i nie uzyskał reelekcji w wyborach na burmistrza, wybrano go natomiast do sejmiku. W 2018 uzyskał ponownie mandat radnego województwa, kandydując z listy Bezpartyjnych Samorządowców. W sejmiku VI kadencji został sekretarzem klubu BS. 17 maja 2021 wybrano go na przewodniczącego sejmiku po odwołaniu Wiolety Haręźlak, funkcję tę pełnił do końca kadencji w 2024. W lipcu 2023 opuścił klub radnych BS, a w listopadzie tego samego roku przystąpił do klubu PO.

## Odznaczenia
- 2001: Srebrny Krzyż Zasługi[15]
- 2011: Odznaka Honorowa za Zasługi dla Województwa Lubuskiego[16]